# Hangmen
Hangmen (titulada en castellano Hangmen o En la cuerda floja en España) estrenada en el mercado del vídeo en Estados Unidos en noviembre de 1987. Protagonizada por Rick Eashburn, Jake La Motta y Sandra Bullock. Dirigida por J. Christian Ingvordsen.

## Reparto
| Actor                   | Personaje          | Notas                          |
| ----------------------- | ------------------ | ------------------------------ |
| Rick Washburn           | Rob Greene         |                                |
| Doug Thomas             | Dog Thompson       |                                |
| Keith Bogart            | Denny Greene       |                                |
| J. Christian Ingvordsen | Bone Conn          | Acreditado como John Christian |
| Sandra Bullock          | Lisa Edwards       |                                |
| David Henry Keller      | Andrews            |                                |
| Dan Lutsky              | Joe Connelly       |                                |
| Dan Golden              | Reynolds           | Acreditado como Sam Silver     |
| Robert Khaleel          | Draff              |                                |
| Jake LaMotta            | Moe Boone          |                                |
| Kosmo Vinyl             | Kosmo              |                                |
| Stu Day                 | Keeper             |                                |
| Dick Mel                | Senator Dick Biel  |                                |
| Amanda Zinsser          | Caroline Fosterian |                                |

## Recepción crítica y comercial
En la página de Internet Rotten Tomatoes carece de calificación porcentual debido a la falta de comentarios.
La película no fue estrenada en salas comerciales, se comercializó directamente en el mercado del vídeo.

## Localizaciones
Hangmen fue íntegramente rodada en la ciudad de Nueva York, Estados Unidos.